# Омохиоидни мишић
Омохиоидни мишић (лат. musculus omohyoideus) је парни мишић врата, који припада средњем слоју предње стране вратне мускулатуре. Слично дигастричном мишићу, сачињавају га два мишићна трбуха: доњи (лат. venter inferior) и горњи (лат. venter superior), као и међутрбушна тетива која их повезује.
Доњи трбух се припаја на горњој ивици лопатице и одатле се простире навише, унутра и унапред до мишићне тетиве. Горњи трбух полази од тела подјезичне кости и пружа се наниже, уназад и упоље до тетиве. Ова два дела мишића су међусобно постављена под тупим углом, који је отворен уназад, упоље и навише.
Инервација је слична као и код већине других потхиоидних мишића, а остварује се преко грана вратног сплета (лат. plexus cervicalis) односно тзв. вратне замке. Дејство мишића је разнолико и сложено. Он фиксира хиоидну кост и пружа тачку ослонца за дејство натхиоиднох мишића. Осим тога, спушта подјезичну кост током говора и гутања, а такође затеже предтрахеални лист вратне фасције што према неким ауторима онемогућава да се вене спљоште. На тај начин, он утиче на побољшање крвотока главе и врата.